# Reed Diamond

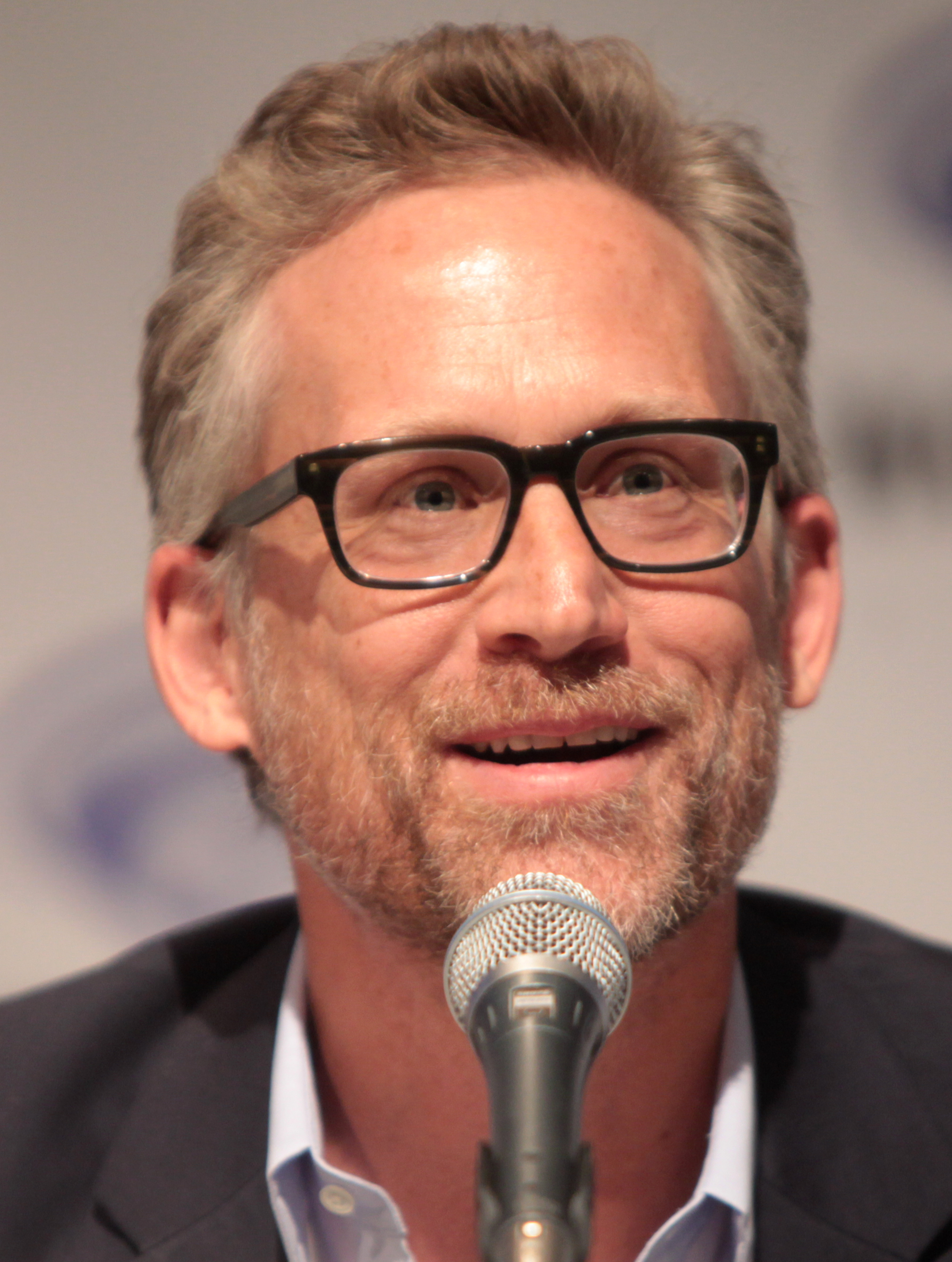
Reed Diamond

Reed Edward Diamond (* 20. Juli 1967 in New York City, New York) ist ein US-amerikanischer Schauspieler.

## Biografie
Reed Diamond wuchs in New York City als Sohn der Astrologin Allison und des Theaterregisseurs Bob Diamond auf. Er studierte in den 1980er Jahren an der University of North Carolina at Chapel Hill. Zunächst hatte er bei der Polizei arbeiten wollen, besuchte dann aber die renommierte Juilliard School und erlernte dort die Schauspielkunst. Danach spielte er einige Zeit am Broadway Theater.
Zu Beginn seiner Schauspielkarriere hatte er Nebenrollen in Filmen wie Memphis Belle und Das Kartell. Von 1995 bis 1998 spielte er eine Hauptrolle in der Krimiserie Homicide als Detective Mike Kellerman. Er wirkte in insgesamt sechs Staffeln der Serie mit und im Jahr 2000 auch in dem gleichnamigen Kinofilm. 2002 wirkte er in drei Episoden der Krimiserie The Shield mit. In der Serie Für alle Fälle Amy hatte er von 2002 bis 2003 eine Nebenrolle als Lebensgefährte der Richterin Amy Gray.
Gastauftritte hatte er darüber hinaus in diversen US-amerikanischen Serien und Filmen wie Spider-Man 2 und S.W.A.T. – Die Spezialeinheit, bis er 2007 eine der Hauptrollen in der Fernsehserie Journeyman – Der Zeitspringer erhielt. Nachdem die Serie nach nur einer Staffel eingestellt worden war, wechselte er 2009 zum Ensemble von Dollhouse, wo er als Laurence Dominic eine ständige Nebenrolle bekleidete. Von 2011 bis 2014 hatte Diamond die Hauptrolle des Damien Karp in den vier Staffeln der Serie Franklin & Bash inne. In der Shakespeare-Verfilmung Viel Lärm um nichts von Joss Whedon spielte er den Don Pedro. 2014 war er erneut in einer Whedon-Produktion zu sehen, in der zweiten Staffel der Serie Marvel’s Agents of S.H.I.E.L.D. trat er als der Gegenspieler der Agents, Daniel Whitehall, auf.
Seit 2004 ist er mit der Schauspielerin Marnie McPhail verheiratet.

## Filmografie (Auswahl)
- 1990: Memphis Belle
- 1991: Seeschlacht vor Virginia (Ironclads)
- 1991, 2005: Law & Order (Fernsehserie, 2 Folgen, verschiedene Rollen)
- 1992: O Pioneers
- 1993: Boy Meets Girl
- 1993: Tödliche Sucht (Blind Spot)
- 1994: Das Kartell (Clear and Present Danger)
- 1995: 919 Fifth Avenue
- 1995: Die Erinnerung bringt den Tod (Awake to Danger)
- 1995: Secrets
- 1995: Assassins – Die Killer (Assassins)
- 1995: Flammen des Todes (Her Hidden Truth)
- 1996: Danielle Steel – Es zählt nur die Liebe (Full Circle)
- 1997: Angeklagt – Ein Vater unter verdacht (Indefensible: The Truth About Edward Brannigan)
- 1995–1998: Homicide (Homicide: Life on the Street, Fernsehserie, 69 Folgen)
- 1999–2003: Für alle Fälle Amy (Judging Amy, Fernsehserie, 19 Folgen)
- 2000: Homicide: Der Film (Homicide: The Movie)
- 2000: High Noon
- 2001: Madison
- 2001: Dark Species – Die Anderen (The Breed)
- 2002–2003: The Shield – Gesetz der Gewalt (The Shield, Fernsehserie, 3 Folgen)
- 2003: S.W.A.T. – Die Spezialeinheit (S.W.A.T.)
- 2004: Spider-Man 2 (Spider-Man 2)
- 2004–2005: The West Wing – Im Zentrum der Macht (The West Wing, Fernsehserie, 3 Folgen)
- 2005: Medium – Nichts bleibt verborgen (Medium, Fernsehserie, Folge 1x06)
- 2005: Good Night, and Good Luck (Good Night, and Good Luck.)
- 2007: Journeyman – Der Zeitspringer (Journeyman, Fernsehserie, 13 Folgen)
- 2007: Meet Bill
- 2008: Criminal Minds (Fernsehserie, Folge 4×06)
- 2009: Monk (Fernsehserie, Folge 8x04)
- 2009: Castle (Fernsehserie, Folge 2x05)
- 2009: Cold Case – Kein Opfer ist je vergessen (Cold Case, Fernsehserie, Folge 7x09)
- 2009–2010: Dollhouse (Fernsehserie, 13 Folgen)
- 2010: 24 (Fernsehserie, 8 Folgen)
- 2011, 2013: The Mentalist (Fernsehserie, 5 Folgen)
- 2011–2014: Franklin & Bash (Fernsehserie, 40 Folgen)
- 2012: The Glades (Fernsehserie, Folge 3x05)
- 2012: Viel Lärm um nichts (Much Ado About Nothing)
- 2012–2013: Bones – Die Knochenjägerin (Bones, Fernsehserie, 4 Folgen)
- 2012: Desperate Housewives (Fernsehserie, 2 Folgen)
- 2013: White Collar (Fernsehserie, Folge 4x12)
- 2014, 2016, 2018: Marvel’s Agents of S.H.I.E.L.D. (Fernsehserie, 9 Folgen)
- 2015: Wayward Pines (Fernsehserie, 8 Folgen)
- 2015: Elementary (Fernsehserie, Folge 4x06)
- 2016: Underground (Fernsehserie, 10 Folgen)
- 2016–2018: Designated Survivor (Fernsehserie, 19 Folgen)
- 2018–2019: The Purge – Die Säuberung (The Purge, Fernsehserie, 6 Folgen)
- 2019: The Friend
- 2020: Tote Mädchen lügen nicht (13 Reasons Why, Fernsehserie, 7 Folgen)
- 2021: Bosch (Fernsehserie, 5 Folgen)
- 2021: Leverage 2.0 (Leverage: Redemption, Fernsehserie, 2 Folgen)
- 2022: Better Call Saul (Fernsehserie, Episode 6x09)
- 2025: Drop – Tödliches Date (Drop)